# An Ch’ang Ryŏn
An Ch’ang Ryŏn, również An Chang Ryon (kor. 안창련) – północnokoreański polityk. Był deputowanym do Najwyższego Zgromadzenia Ludowego, jednoizbowego parlamentu Korei Północnej w kadencji IX (w 1990 roku), X (1998) i XI (2003).